# Izba wytrzeźwień
Ten artykuł należy dopracować:

przedstawiono sytuację tylko z polskiej perspektywy – artykuł powinien być przekrojowy.
Pomóż go poprawić. 
Izba wytrzeźwień – placówka klasyfikowana niekiedy jako zakład administracyjny szczególnego rodzaju, wspomagająca działanie służb porządku publicznego, w której doprowadzane osoby będące w stanie nietrzeźwości mogą być umieszczane na czas niezbędny do wytrzeźwienia.
Instytucja izby wytrzeźwień powstała w Polsce w maju 1956 r. Początkowo były one uruchamiane przez miejskie rady narodowe. Od 1999 r. izby wytrzeźwień mogą być prowadzone przez organy samorządu terytorialnego w miastach liczących ponad 50 000 mieszkańców i organy powiatu.

## Konstrukcja prawna
Podstawy prawne działania izb wytrzeźwień zawarte są w następujących aktach prawnych:
- Ustawa z dnia 26 października 1982 roku o wychowaniu w trzeźwości i przeciwdziałaniu alkoholizmowi (Dz.U. z 2023 r. poz. 2151).
- Rozporządzenie Ministra Zdrowia z dnia 8 grudnia 2014 roku w sprawie izb wytrzeźwień i placówek wskazanych lub utworzonych przez jednostkę samorządu terytorialnego (Dz.U. z 2022 r. poz. 2075).
- Statut izby wytrzeźwień, regulowany odpowiednią uchwałą właściwego samorządu.

Konstrukcja prawna izby zawiera liczne sprzeczności zarówno wewnętrzne, jak i z innymi przepisami prawa, stanowiąc swego rodzaju archaizm prawny. Wyłączona jest spod przepisów ustawy o działalności leczniczej oraz przepisów o pomocy społecznej, a nie stanowiąc ani podmiotu wykonującego działalność leczniczą, ani całodobowej jednostki organizacyjnej pomocy społecznej, wyłączona jest w konsekwencji również spod przepisów ustawy o ochronie zdrowia psychicznego. Pomimo to:
- osobie doprowadzonej do niej podaje się, jeżeli wymaga tego jej stan zdrowia, produkty lecznicze, co stanowi działalność leczniczą;
- podlega obowiązkowi zatrudniania osób wykonujących zawody medyczne, który z zasady dotyczy wyłącznie podmiotów wykonujących działalność leczniczą lub całodobowych jednostek organizacyjnych pomocy społecznej;
- podlega obowiązkowi prowadzenia dokumentacji medycznej, już z samej swojej definicji związanej z działalnością leczniczą;
- ma obowiązek posiadać gabinet diagnostyczno-zabiegowy, czyli komórkę wprost objętą ustawą o działalności leczniczej;
- ponadto pod pewnymi warunkami może być w niej prowadzona detoksykacja, jeżeli izba wytrzeźwień posiada odpowiednie pomieszczenie, urządzenia, wyposażenie i wykwalifikowany personel, co jest działalnością ściśle leczniczą, w dodatku zastrzeżoną dla niektórych tylko podmiotów leczniczych, objętych reżimem ustawy o ochronie zdrowia psychicznego;
- sprawuje całodobową opiekę nad osobami w stanie nietrzeźwości, które znajdują się w okolicznościach zagrażających ich życiu lub zdrowiu, udzielając im świadczeń higienicznych i sanitarnych oraz pierwszej pomocy sanitarnej w nagłych przypadkach, co stanowi działalność z zakresu pomocy społecznej;
- może stosować zatrzymanie i przymus bezpośredni (na przykład przypięcie do łóżka lub zapięcie w kaftan bezpieczeństwa).

Rodzi to liczne i daleko idące konsekwencje oznaczające, iż izba wytrzeźwień:
- stanowi jedyny w Polsce typ instytucji, który pomimo faktycznego całodobowego i stacjonarnego udzielania określonych świadczeń zdrowotnych stanowiących w innych sytuacjach działalność leczniczą (i to zastrzeżoną dla wybranych tylko podmiotów leczniczych), udzielania całodobowych usług opiekuńczych objętych w innych sytuacjach przepisami o pomocy społecznej, a także zatrudniania osób wykonujących zawody medyczne oraz obowiązku prowadzenia dokumentacji medycznej, nie ma statusu podmiotu wykonującego działalność leczniczą ani jednostki organizacyjnej pomocy społecznej, toteż jej działalność lecznicza i opiekuńcza oraz gospodarka lekami nie podlegają zupełnie kontroli:
  - wojewody (sprawuje on jedynie nadzór nad zgodnością z prawem aktów prawa gminnego dotyczących izby),
  - Ministra Zdrowia (istnieje jedynie obowiązek przedłożenia mu raz w roku sprawozdania, które nie podlega ocenie lub weryfikacji),
  - Krajowego Centrum Przeciwdziałania Uzależnieniom,
  - Państwowej Inspekcji Farmaceutycznej,
  - Rzecznika Praw Pacjenta,
  - konsultantów wojewódzkich i krajowych w ochronie zdrowia;
  - Ministra Rodziny i Polityki Społecznej,
  - sądu rejonowego w oparciu o ustawę o wychowaniu w trzeźwości, na zasadach takich samych jak w przypadku kontroli legalności i zasadności skierowania i przebywania osoby przymusowo przebywającej w zakładzie leczniczym lub domu pomocy społecznej (możliwa jest jedynie kontrola następcza sądu wskutek zażalenia),
  - sądu opiekuńczego w oparciu o ustawę o ochronie zdrowia psychicznego, na zasadach takich samych jak w przypadku kontroli legalności i zasadności skierowania i przebywania osoby przymusowo przebywającej w zakładzie leczniczym lub domu pomocy społecznej
- nadzorowi Państwowej Inspekcji Sanitarnej podlega natomiast w porównaniu do podmiotów wykonujących działalność leczniczą oraz jednostek organizacyjnych pomocy społecznej w ograniczonym tylko zakresie.
- nie będąc podmiotem leczniczym nie może udzielać zamówienia podwykonawstwa praktyce zawodowej lekarza lub pielęgniarki wykonywanej wyłącznie w podmiocie leczniczym, gdyż praktyka taka, jak samo określenie jej typu wskazuje, uprawniona jest wyłącznie do świadczenia usług w charakterze podwykonawcy na rzecz podmiotu leczniczego, niemniej pomimo rzekomo nieleczniczego charakteru działalności izby, pozaprawny proceder polegający na udzielaniu przez izbę wytrzeźwień zamówienia podwykonawstwa usług praktyce zawodowej lekarza lub pielęgniarki wykonywanej wyłącznie w podmiocie leczniczym jest powszechny i działalność praktyki podlega wówczas nadzorowi właściwego organu samorządu zawodowego, natomiast nie wiadomo: 
  - czy pokrywa ją obowiązkowa polisa OC praktyki,
  - czy zwolniona jest z podatku od towarów i usług,
  - na jakich zasadach ponoszona jest wówczas ewentualna odpowiedzialność cywilna, gdyż odpowiednie przepisy ustawy o działalności leczniczej przewidujące solidarną odpowiedzialność udzielającego i przyjmującego zamówienie nie mają zastosowania;
- nie stanowi też jednostki Policji ani Służby Więziennej, toteż nie podlega nadzorowi tych służb, a przyjęta do niej osoba nie może korzystać ze środków ochrony praw zawartych w ustawie o Policji, ustawie o Służbie Więziennej, kodeksie karnym wykonawczym, ponadto pobytu w niej nie zalicza się na poczet ewentualnej kary za wykroczenie lub przestępstwo.

W praktyce sytuacja ta jest zatem równoznaczna z brakiem jakiegokolwiek nadzoru merytorycznego nad tymi placówkami.

## Działalność
Pobyt w izbie wytrzeźwień opłaca osoba w niej zatrzymana (jest to zwykle znaczna kwota; wyjątkowo od 16 stycznia do 31 grudnia 2013 opłat nie pobierano).
Zgodnie z ustawą, do jej zadań należy:
- udzielanie osobom w stanie nietrzeźwości świadczeń higienicznych i sanitarnych
- udzielanie osobom w stanie nietrzeźwości pierwszej pomocy sanitarnej w nagłych przypadkach
- przyjmowanie osób w stanie nietrzeźwości, które swoim zachowaniem dają powód do zgorszenia w miejscu publicznym lub w zakładzie pracy, znajdują się w okolicznościach zagrażających ich życiu lub zdrowiu albo zagrażają życiu lub zdrowiu innych osób
- informowanie o szkodliwości nadużywania alkoholu
- zachęcanie i motywowanie do podjęcia leczenia odwykowego.